# Branko Pintarič
Branko Pintarič, slovenski gledališki ustvarjalec, amaterski igralec in pisatelj, * 30. marec 1967, Murska Sobota.
Nekoč je sodeloval s porabsko gledališko skupino Veseli pajdaši (Veseli prijatelji).
Svoje otroštvo je preživel v Rogašovcih, na goričkem delu Prekmurja. Oče mu je bil inštalater Janez Herman, po rodu iz Večeslavcev. Mati mu je bila Marija (roj. Donoša). Družina Pintarič je dolgo časa živela v Bosni in Srbiji. Branko ima še tri brate.
Že je v osnovni šoli začel pisati pesmi. V Murski Soboti je končal srednjo šolo. Po opravljeni maturi se je vpisal na Filozofsko fakulteto v Ljubljani. Leta 2007 je izdal dvojezično slovensko-prekmursko otroško knjigo Kak so šli v lejs trejbit/Kako so šli drvarit. Pisal je tudi gledališke igre porabskim igralcem v prekmurščini.
Leta 2012 je izdal pesniško zbirko Kmični smej/Temni smeh. Leta 2018 je sodeloval pri urejanju prevoda Malega princa v prekmurščino. Leta 2019 je objvail drugo pesniško zbirko Kuča moje matere v prekmurščini. Leta 2022 je bil soavtor novega prekmurskega katoliškega molitvenika Jezuš, tovariš moj, ki ga je objavil s skupaj z Vinkom Škafarjem in Akošem Dončecem.
Živel je na Cankovi, kasneje se je preselil v Rogašovce.

### Knjige
- Kako so šli drvarit/Kak so šli v lejs trejbit, Zveza kulturnih društev, Murska Sobota, 2007 (COBISS)
- Jezuš, tovariš moj, Cajt, Markišavci, 2022 (COBISS)

### Pesniške zbirke
- Korina naših temnih sanj (skupaj z Jožefom Hajdinjakom, Slavkom Fickom, Edvardom Mihaličem), Zveza kulturnih društev, Murska Sobota, 2002 (COBISS)
- Kmični smej/Temni smeh, Franc-Franc, Murska Sobota, 2012 (COBISS)
- Kuča moje matere, Cajt, Markišavci, 2019 (COBISS)

### Zvočno gradivo
- Korina naših temnih sanj (skupaj z Jožefom Hajdinjakom, Slavkom Fickom, Edvardom Mihaličem), Zveza kulturnih društev, Murska Sobota, 2002 (COBISS)